# Verwaltungsgemeinschaft Eichsfeld-Wipperaue
In der Verwaltungsgemeinschaft Eichsfeld-Wipperaue aus dem thüringischen Landkreis Eichsfeld haben sich fünf Gemeinden zur Erledigung ihrer Verwaltungsgeschäfte zusammengeschlossen.
Sitz der Verwaltungsgemeinschaft ist Breitenworbis.
Der Name stammt vom Eichsfeld und von der Wipper.

## Die Gemeinden
Nachfolgend die Gemeinden und deren Einwohnerzahl in Klammern (Stand: 31. Dezember 2023):
1. Breitenworbis (3162)
2. Buhla (469)
3. Gernrode (1480)
4. Haynrode (681)
5. Kirchworbis (1305)

## Geschichte
Die Verwaltungsgemeinschaft wurde am 1. August 1991 gegründet. Ursprünglich gehörte auch noch die Gemeinde Bernterode (bei Worbis) dazu, die am 1. September 2009 nach Breitenworbis eingemeindet wurde.

### Einwohnerentwicklung
Entwicklung der Einwohnerzahl:
| - 1994 – 8663 - 1995 – 8738 - 1996 – 8772 - 1997 – 8701 - 1998 – 8651 - 1999 – 8500 | - 2000 – 8435 - 2001 – 8472 - 2002 – 8432 - 2003 – 8340 - 2004 – 8306 - 2005 – 8192 | - 2006 – 8173 - 2007 – 8024 - 2008 – 7906 - 2009 – 7847 - 2010 – 7747 - 2011 – 7571 | - 2012 – 7506 - 2013 – 7411 - 2014 – 7382 - 2015 – 7352 - 2016 – 7239 - 2017 – 7224 | - 2018 – 7172 - 2019 – 7085 - 2020 – 7080 - 2021 – 7091 - 2022 – 7122 |

 Datenquelle: ab 1994 Thüringer Landesamt für Statistik – Werte vom 31. Dezember